# Kleinkastell Anhausen
Das Kleinkastell Anhausen war ein römisches Kastell des Obergermanischen Limes, der im Jahre 2005 den Status des UNESCO-Weltkulturerbes erlangte. Das jetzige Bodendenkmal befindet sich in den Wäldern südwestlich der heutigen Ortsgemeinde Anhausen, die zur Verbandsgemeinde Rengsdorf-Waldbreitbach im rheinland-pfälzischen Landkreis Neuwied gehört.

## Lage und Forschungsgeschichte

Lage zur Zeit der Reichs-Limeskommission

Grundriss und Geländeprofil des Kleinkastells Anhausen zur Zeit der Ausgrabungen durch die RLK (1893–1899)

Das Kleinkastell Anhausen befindet sich auf einer Höhe zwischen dem Gladbacher und dem Heimbacher Wald, südwestlich der heutigen Ortschaft Anhausen auf Neuwieder Gebiet. Es liegt hier östlich oberhalb des Passes der nach Gladbach und weiter nach Neuwied führenden Landesstraße 258, der Dierdorfer Straße.
An dem Kastellplatz erreicht der Limes im Verlauf des Bogens, den er um das Neuwieder Becken schlägt, seinen nördlichsten und zugleich höchsten Punkt. In antiker Zeit diente das Kleinkastell hier der Überwachung mehrerer Straßen, die in diesem Bereich unter Ausnutzung der Passlage den Limes kreuzten. Der Kastellplatz wurde zuerst 1893 von dem Archäologen Heinrich Jacobi (1866–1946) untersucht und beschrieben. Weitere Ausgrabungen durch die Reichs-Limeskommission erfolgten im August 1898 und im Januar 1899, um die anfangs nicht ganz eindeutige Baugeschichte des Lagers zu klären.

## Befunde
Die Reichs-Limeskommission war noch davon ausgegangen, dass das Anhauser Militärlager ein Kleinkastell war, das ursprünglich aus zwei verschiedenen Baukörpern – einem äußeren und einem inneren Kastell – gebildet wurde, die zeitgleich entstanden seien. Bereits der provinzialrömische Archäologe Dietwulf Baatz (1928–2021) hatte an dieser Auffassung gezweifelt und geschrieben, dass „in der Südwestecke des größeren, älteren Wehrbaus“ … „später ein kleineres Kastell“ entstanden sei. Bei einer Nachgrabung 2008 im Rahmen der Bestandsdokumentation für die UNESCO-Unterschutzstellung hat sich die Baatz'sche Überlegung bestätigt.
Die Wehrmauer des äußeren Lagers nahm mit den Seitenlängen von 43,20 mal 39,30 Meter eine Fläche von rund 0,17 Hektar ein. Die Mauer hatte eine Mächtigkeit von 1,72 bis 1,80 Meter, besaß abgerundete Ecken und verfügte über nur ein einziges, von zwei vorspringenden Wehrtürmen flankiertes Tor, das nach Norden, zum Limes hin ausgerichtet war. Als Annäherungshindernis war ein Spitzgraben vorgelagert. Im Inneren des Außenkastells konnten, vorrangig im nordwestlichen Bereich, Spuren von Mannschaftsbaracken nachgewiesen werden. Die Innenbauten dürften im Wesentlichen aus Holz bestanden haben.
Das kleinere Lager wurde unter Nutzung eines Teiles der West- und der Südmauer des größeren Kastells zu einem unbestimmten Zeitpunkt in dieses hineingebaut. Es bedeckte mit seinen Seitenlängen von 28,70 mal 23,60 Meter eine Fläche von knapp 0,07 Hektar im südwestlichen Bereich des Außenkastells. Die kleinere Fortifikation besaß ebenfalls nur ein einziges, nach Norden ausgerichtetes Tor, das nicht von Türmen, sondern von eingezogenen Torwangen flankiert war. Die Stärke der neu erbauten Nord- und Ostmauer war mit 2,05 bis 2,10 Metern deutlich massiger, als die des Außenkastells. Das innere Kastell wurde mit einem eigenen vorgelagerten Graben versehen, bei dessen Anlage die Mauern des Außenkastells durchbrochen wurden. Die Mauern des äußeren Kastells, sofern sie nicht auch die Ummauerung des Innenkastells bildeten, wurden schon bei der Errichtung des Innenkastells abgebrochen. Den Graben des äußeren Lagers verfüllte man mit dem daher stammenden Bauschutt. Im südlichen Bereich des kleineren Kastells wurde noch ein Brunnen freigelegt und ausgegraben, der einiges Fundmaterial zu Tage brachte. Das datierbare Material des Kastellplatzes insgesamt ist aber nicht ausreichend und geschlossen genug, um eine Aussage zur Feindatierung des Lagers treffen zu können. Insgesamt wird es im Zusammenhang mit dem Ausbau des Limes in diesem Abschnitt stehen. Es wurde also vermutlich unter Domitian (81–96), spätestens aber unter Trajan (98–117) angelegt und während der germanischen Offensiven bis 259/260 n. Chr. (Limesfall) wieder aufgegeben. Der antike Name des Platzes ist nicht bekannt, auch über die ihn belegenden Einheiten liegen keine Quellen vor. Es dürfte sich um Vexillationen (Detachements) der benachbarten Auxiliarlager gehandelt haben.

## Limesverlauf zwischen den Kleinkastellen Anhausen und Ferbach
In diesem Abschnitt, in dem der Limes überwiegend durch die dichtbewaldeten Höhenzüge des Westerwaldes verläuft, zum Teil parallel zum Rheinhöhenweg, sind über weite Strecken sowohl der Pfahlgraben selbst, als auch die Relikte seiner Bauwerke noch vorzüglich erhalten.
Spuren der Limesbauwerke zwischen dem Kleinkastell Anhausen und dem Kleinkastell Ferbach:
| ORL              | Name/Ort              | Beschreibung/Zustand |
| Wp 1/41          | „Anhausen“            | Sichtbarer Hügel möglicherweise eines ehemaligen Holzturms, wahrscheinlich aber eines Holzgebäudes anderer Bestimmung, mit den Seitenlängen von 7,2 x 4,2 Metern. Zwischen dem Kleinkastell Anhausen und dem Limesgraben auf künstlich errichtetem Hügel. Zwei Bauphasen konnten nachgewiesen werden: Nach einer Zerstörung durch ein Feuer unbekannter Zeitstellung und Ursache wurde der Turm wieder aufgebaut. Umgeben war das Gebäude von einem Spitzgraben von 1,50 Meter Breite und einer zum Ausgrabungszeitpunkt erhaltenen Resttiefe von 0,80 Meter. |
| KK               | Kleinkastell Anhausen | siehe oben |
| Wp 1/42          | „Faules Ufer“         | Wahrnehmbarer, etwa 25 Meter hinter dem Limes gelegener, flacher Schutthügel eines quadratischen Steinturms mit einer Seitenlänge von 4,80 Meter und einer Mauerstärke von rund einem Meter. Ein älterer, mit einem 1,20 Meter tiefen Spitzgraben umgebener Holzturm konnte nachgewiesen werden. |
| Wp 1/43          | „Am Kieselweg“        | Sichtbare Schutthügelgruppe zweier Steinturmhügel. An die Stelle des älteren, auf einer erhöhten Erdplattform errichteten und von einem 13 m durchmessenden Spitzgraben umlaufenen Holzturms trat möglicherweise zunächst der östliche, kleinere und in der Qualität des Mauerwerks sorgfältiger ausgeführte der beiden Steintürme. Dieser rechteckige Steinturm besaß Seitenlängen von 4,15 mal 4,80 Meter und eine Mauerdicke von 0,95 Meter. Die aufgehenden Mauern aus Quarzitschiefer ruhten auf einem 1,1 Meter breiten Fundament, das 0,5 Meter in den Boden eingetieft war. Er wurde später durch den rund zwölf Meter entfernt gelegenen, größeren, aber weniger sorgfältig und mit minderwertigerem Steinmaterial aus flachen Schieferbruchsteinen ausgeführten, westlichen Steinturm ersetzt, der eine Seitenlänge von 5,53 Meter im Quadrat besaß und dessen Mauerstärke 0,97 Meter betrug. Das aus Schieferschrot bestehende Mauerfundament sprang um neun Zentimeter nach außen vor und war lediglich 15 bis 20 Zentimeter ins Erdreich eingetieft. Die Turmstelle 1/43 ist zuletzt im Jahre 2007 im Rahmen einer behutsamen Nachgrabung untersucht worden. Ein Ergebnis dieser Nachforschung war, dass die zeitliche Abfolge der beiden Steintürme entgegen der oben beschriebenen Auffassung der Reichs-Limeskommission nicht sicher zu bestimmen sei. Nach dem Ende der Untersuchungen wurden die Originalbefunde mit Schutzfolie und einer einen halben Meter mächtigen Erdschicht bedeckt, auf der aus den Originalsteinen der Altgrabung der Grundriss des östlichen Steinturms an originaler Fundstelle dargestellt wurde. |
| Wp 1/44          | „Am alten Saatkamp“   | Wahrnehmbarer Schutthügel eines rund 20 Meter hinter dem Limesgraben gelegenen Steinturms, der zur Zeit der Untersuchungen durch die Reichs-Limeskommission schon stark zerstört war. Ein älterer Holzturm wurde anhand seines 1,35 m breiten und 45 cm tiefen Spitzgrabens nachgewiesen. |
| Wp 1/45          | „Am Burghoffeld“      | Die Turmstelle des Steinturms ist nicht mehr sichtbar. Es handelte sich um einen quadratischen Turm mit einer Seitenlänge von 4,80 Meter und einer Mauerstärke von 90 cm. Der Besatzung des Turms oblag vermutlich die Beobachtung eines alten, von Heimbach kommenden Weges, der an dieser Stelle den Limes kreuzte und sich von hier aus in Richtung Isenburg fortsetzte. Zwischen der Turmstelle und Wp 1/46 liegt – im Wald neben dem Gelände des Golfclubs Rhein-Wied – ein hallstattzeitliches Grabhügelfeld der Laufelder Kultur mit insgesamt etwa 60 Grabhügeln. Weiter südwestlich finden sich im Waldgelände unterhalb des Abschlags der Golfbahn 9 noch deutliche Spuren einer vermutlich ebenfalls hallstattzeitlichen Ringwall-Anlage, der so genannten „Alteburg“. Die unregelmäßig geformte Anlage bedeckte einst eine Fläche von rund 8500 Quadratmeter. Ihre größte Längenausdehnung betrug 175 Meter, die größte Breite 95 Meter. Aufgrund des identischen Fundmaterials, das zudem über das gesamte Golfplatzgelände streut, erscheint ein Zusammenhang mit dem Gräberfeld nahezu zwingend. Der nördliche Bereich der Anlage wurde durch neuzeitlichen Ackerbau zerstört. Der „Burghof“ – das Clubhaus des GC Rhein-Wied – ist modernen Ursprungs. Er wurde nach der Mitte des 19. Jahrhunderts errichtet. |
| Wp 1/46          | „Im Gräberfeld“       | Zwischen 5 m und 24 m hinter dem Limes kaum wahrnehmbare Spuren der Turmstellen eines Steinturms und eines älteren Holzturms innerhalb des hallstattlichen Gräberfeldes, das in diesem Bereich vom Pfahlgraben durchschnitten wird. Die römischen Befunde waren bereits zur Zeit der Reichs-Limeskommission so stark gestört, dass keine exakten Maße dokumentiert werden konnten. |
| Wp 1/47          | „Am Huheld“           | Spuren sowohl einer Holz- als auch einer Steinturmstelle, die etwa 80 m voneinander entfernt an einem Gebirgssattel liegen, bei dem mehrere alte Wege aufeinander treffen, die vermutlich schon in vorrömischer Zeit existiert haben. Diese verkehrsgeographische Gegebenheit war möglicherweise die Ursache für die Errichtung eines Wachturmes an dieser Stelle. Die Holzturmstelle befand sich unmittelbar am Limes, sie war in ihrem östlichen Bereich vom Wall des Pfahlgrabens überdeckt. Die Seitenmaße des Holzturms dürften über vier Meter betragen haben, er wurde von einem ursprünglich etwa 1,50 m tiefen Spitzgraben im Abstand von drei bis vier Metern umlaufen. Der Steinturm war ungefähr 18 Meter vom Limesgraben entfernt. Die Seitenlänge des quadratischen Turms betrug 4,75 m, seine Mauerstärke lag bei 90 Zentimetern. |
| Wp 1/48          | „Auf dem Hormorgen“   | Deutliche Geländeverformungen dreier Steinturmhügel. Zwei der Türme besaßen einen selten vorkommenden sechseckigen Grundriss. Unter dem nördlichsten Turm wurden Reste eines hölzernen Vorläuferturmes nachgewiesen. Der Nordturm war der kleinste des Ensembles. Er befand sich an der höchsten Stelle des Geländes, sein Abstand zur Limespalisade betrug ungefähr 25 m. Der sechseckige Turm hatte eine Seitenlänge von 2,80 m, was einem Durchmesser von 5,60 m entspricht. Seine Mauerstärke betrug 70 cm. Bei dem mittleren Turm handelte es sich um ein Bauwerk mit quadratischem Grundriss. Die Seitenlänge betrug 4,90 m, die Mauerstärke einen Meter. Der südlichste Turm schließlich war wieder sechseckig. Seine Seitenlänge belief sich auf 3,65 m, sein Durchmesser also auf 7,30 m. Die Dicke der Mauern betrug 100 cm, sie waren besonders qualitätvoll ausgeführt. Alle drei Turmstellen waren von Entwässerungsgräben umgeben. Der nördliche und der südliche Turm besaßen je einen kreisförmigen, der mittlere einen nahezu quadratisch verlaufenden Graben. Über die zeitliche Reihenfolge, in der die Türme errichtet wurden, lassen sich keine Aussagen treffen. - Wp 1/48 Ausgrabungssituation - Wp 1/48 Grundrisse - Wp 1/48 Profile - Wp 1/48 Details |
| Wp 1/49          |                       | Aufgrund der Entfernung zwischen Wp 1/48 und Wp 1/50 und der hohen Fundkonzentration vermuteter, aber nicht archäologisch nachgewiesener Turm. |
| Wp 1/50          | „Süße Buchen“         | Kaum noch wahrnehmbare Spuren einer Steinturmstelle, rund 23 m vom Limesgraben entfernt. Die Befunde waren schon bei der Untersuchung durch die Reichs-Limeskommission stark gestört. Die Seiten des quadratischen Turms waren 5,55 m lang, die Mauerstärke konnte nicht ermittelt werden. |
| Wp 1/51          |                       | Aufgrund der Entfernung zwischen Wp 1/50 und Wp 1/52 und der topographischen Gegebenheiten (Sichtverbindung) vermuteter, aber nicht nachgewiesener Turm. |
| Wp 1/52          | „Auf der Kehr“        | Kaum wahrnehmbare Geländespuren eines Steinturms. Eine durch die Reichs-Limeskommission noch nachgewiesene Holzturmstelle ist inzwischen durch eine Sandgrube völlig zerstört worden. Auch die Steinturmstelle wurde durch die Sandgewinnung massiv in Mitleidenschaft gezogen. Der quadratische Steinturm hatte eine Seitenlänge von 4,70 Meter und besaß 0,85 Meter starke Mauern. Auffällig ist die Beobachtung eines 2,20 Meter tiefen Kellergeschosses. Nordöstlich der Turmstelle breitet sich auf beiden Seiten des Limes ein hallstattzeitliches Gräberfeld aus. Nur noch gut drei Kilometer Luftlinie trennen den Wp 1/52 – der sich hier auf einem Höhenrücken zwischen dem Sayn- und dem Brexbachtal an einer verkehrsgeographisch und strategisch nicht unbedeutenden Stelle befindet – an dieser Position vom Kastell Bendorf. Ebenfalls in unmittelbarer Nähe befinden sich weitere Kulturdenkmäler von Rang. Der Ort Sayn mit dem Schloss Sayn und der Burg Sayn liegt weniger als einen Kilometer entfernt. Die Burg ist der Stammsitz der Familie Sayn-Wittgenstein. |
| Wp 1/53          |                       | Vermuteter, aber nicht nachgewiesener Turm. |
| Wp 1/54          | „Auf dem Pulverberg“  | Etwa 37 Meter hinter dem Limesgraben liegt der stark erodierte Schutthügel eines Steinturms, unter dem ein älterer Holzturm nachgewiesen worden ist. Der quadratische Steinturm hatte 4,60 Meter lange Seiten, die Mächtigkeit seiner Mauern betrug 0,80 Meter. Umgeben war er von einem 1,50 Meter breiten und 0,55 Meter tiefen Ringgraben. Rund 20 Meter südlich dieser Turmstelle wurde 1912 unter wissenschaftlicher Leitung der Universität Bonn und des Amts für Denkmalpflege eine Wachturmrekonstruktion errichtet, die nach dem heutigen archäologischen Wissen jedoch teilweise fehlerhaft ist. So ist der Turm zu niedrig und sein Zugang müsste höher liegen. Ferner war das Obergeschoss nicht in Fachwerktechnik errichtet worden, sondern gleichfalls in Stein ausgebaut. Die römischen Wachtürme waren zudem weiß verputzt. Auf diesem Putz wurde dann in roter Farbe mit einfacher Linienführung ein Quadermauerwerk aufgemalt. |
| Wp 1/55          | „Am Schildchen“       | Kaum noch wahrnehmbarer Schutthügel eines quadratischen Steinturmes, etwa 30 Meter hinter dem Pfahlgraben. Die Seitenlänge betrug 4,80 Meter, die Mauern waren zwischen 95 und 100 cm dick. Ein älterer Holzturm konnte unmittelbar unter dem Steinturmhügel nachgewiesen werden. |
| Wp 1/56          | „Im Haferstück“       | Turmstelle eines Steinturms, unter dem sich noch die Spuren eines älteren Holzturms nachweisen ließen. Bereits zur Zeit der Ausgrabung war der Turmrest in seinem Grundriss nicht mehr vollständig erhalten. Nur mit der gebotenen Vorsicht können daher die von der Reichs-Limeskommission dokumentierten Seitenlängen von 5,00 × 4,65 Meter betrachtet werden. Die Mauern waren 0,85 Meter stark. Umgeben war der Turm von einem schmalen und flachen Ringgräbchen. |
| Wp 1/57          | „Sayner Ort“          | Der ehemalige Wachturm wurde 1895 durch die Reichs-Limeskommission ausgegraben und dokumentiert, ist aber inzwischen infolge Tonabbaus völlig zerstört. Der annähernd quadratische Steinturm war mit seinen Seitenlängen von 3,85 × 3,90 Meter unterdurchschnittlich klein. Seine Mauerstärke betrug 0,65 bis 0,70 Meter. Östlich des Steinturms befand sich ein älterer Holzturm. Der Bereich der Tongrube „Hüttewohl“ ist heute ein Naturschutzgebiet. |
| Wp 1/58          | „Am Steinbrücker Weg“ | Gut sichtbare Schutthügelgruppe zweier Steintürme, die etwa 50 m auseinander und zwischen 30 und 45 Meter hinter dem Limesgraben liegen. Aufgrund der schon fortgeschrittenen Zerstörung dieses Grabungsareals ließen sich die Abmessungen zum Teil nur sehr vage bestimmen. Für den östlichen Turm konnte eine Mauerstärke von 0,90 Meter ermittelt und auf eine Seitenlänge von 4,80 Meter geschlossen werden. Die Seitenlänge des westlichen Turms könnte ungefähr fünf Meter betragen haben. Ferner konnte eine ältere, nicht überbaute Holzturmstelle ermittelt werden. Bei der Anlage des Holzturms wurde offenbar ein prähistorischer Grabhügel angeschnitten. |
| Wp 1/59          | „Drei Eichen“         | Gut sichtbare Schutthügelgruppe aus insgesamt zwei Stein- und zwei Holzturmstellen. Die nördlichste Turmstelle ist die eines Holzturms mit unregelmäßigem Ringgraben, der unmittelbar am Limes lag und dessen Befunde vom Wall teilweise überschüttet waren. Knapp 30 m südlich des Limesgrabens folgt dann die zweite Holzturmstelle, deren ehemaliger Turm von einem kreisförmigen Graben umgeben war. Gut zehn Meter östlich dieses Platzes und rund 45 Meter hinter dem Limesgraben befinden sich zwei Steinturmstellen, deren Türme im Abstand von nur etwa fünf Metern nebeneinander gestanden haben. Die Seitenlänge des westlichen der beiden Türme betrug 4,65 Meter, seine Mauerstärke 0,70 bis 0,75 Meter. Der östliche Turm hatte eine Seitenlänge von 4,80 Meter. Die Mauerstärke konnte nicht mehr ermittelt werden. Unmittelbar östlich der Turmstellen, nur rund zehn Meter neben dem nördlichsten Turm, war der Limesgraben auf einer Länge von ungefähr zehn Metern unterbrochen. Hier könnte sich ein Limesübergang befunden haben. |
| Wp 1/60          | „Römerbusch“          | Spuren eines Holzturmfundaments und der Schutthügel eines Steinturmes sowie eines weiteren Steingebäudes unbekannter Bestimmung. Der quadratische Steinturm wies eine Seitenlänge von rund fünf Meter auf und besaß einen Meter starke Mauern. Der Holzturm besaß mindestens ähnliche Seitenmaße. Er befand sich unmittelbar am Limes und wurde später durch den Wallgraben teilweise verschüttet. Die Mauern des dritten Gebäudes konnten nur zum Teil ermittelt werden. Seine Wandungen waren 0,90 Meter dick, es nahm eine Fläche von mindestens 17,50 × 14,30 Meter, die Mauerung ist nicht sehr sorgfältig ausgeführt. Zum Teil liegt es unter dem Wallgraben. Der Befundkontext, sowie die prähistorische Keramik die im Zusammenhang mit diesem Bauwerk geborgen wurden, deuten darauf hin, dass es sich um ein Nicht-Römisches Bauwerk handeln könnte. Weitere prähistorische Befunde und Funde in diesem Bereich – wie einige vorgeschichtliche Grabhügel und zahlreiche vorgeschichtliche Streufunde – sprechen für eine Besiedlung des Platzes schon in vorrömischer Zeit. |
| Wp 1/61 bis 1/62 |                       | aufgrund der Entfernung zwischen Wp 1/60 und dem Kleinkastell Ferbach sowie der topographischen Gegebenheiten (Sichtverbindung) vermutete, aber nicht nachgewiesene Türme |
| KK               | Kleinkastell Ferbach  | siehe Hauptartikel Kleinkastell Ferbach |

## Denkmalschutz
Das Kleinkastell Anhausen und die erwähnten Bodendenkmale sind als Abschnitt des Obergermanisch-Rätischen Limes seit 2005 Teil des UNESCO-Welterbes. Außerdem sind die Anlagen Kulturdenkmale nach dem Denkmalschutz- und -pflegegesetz (DSchG) des Landes Rheinland-Pfalz. Nachforschungen und gezieltes Sammeln von Funden sind genehmigungspflichtig, Zufallsfunde an die Denkmalbehörden zu melden.